# The Avengers (2012)
The Avengers (bra: Os Vingadores – The Avengers; prt: Os Vingadores) é um filme de super-herói estadunidense de 2012, baseado na equipe Vingadores da Marvel Comics. Produzido pela Marvel Studios e distribuído pela Walt Disney Studios Motion Pictures, é o sexto filme do Universo Cinematográfico Marvel (UCM). Dirigido e escrito por Joss Whedon, o filme apresenta um ensemble cast, composto por Robert Downey Jr., Chris Evans, Mark Ruffalo, Chris Hemsworth, Scarlett Johansson e Jeremy Renner como os Vingadores, juntamente com Tom Hiddleston, Clark Gregg, Cobie Smulders, Stellan Skarsgård e Samuel L. Jackson. No filme, Nick Fury e a agência de espionagem S.H.I.E.L.D. recrutam Tony Stark, Steve Rogers, Bruce Banner e Thor para formar uma equipe capaz de impedir o irmão de Thor, Loki, de subjugar a Terra.
O desenvolvimento da obra começou quando a Marvel Studios recebeu um empréstimo bancário da Merrill Lynch, em abril de 2005. Após o sucesso do filme Iron Man, em maio de 2008, a Marvel anunciou que The Avengers seria lançado em julho de 2011 e reuniria Tony Stark (Downey), Steve Rogers (Evans), Bruce Banner (Ruffalo) e Thor (Hemsworth), provenientes dos filmes anteriores da Marvel. Com a subscrição de Johansson como Natasha Romanoff em março de 2009, o filme foi adiado para 2012. Whedon foi contratado em abril de 2010 e reescreveu o roteiro original de Zak Penn. A produção começou em abril de 2011 em Albuquerque, Novo México, antes de se realocar para Cleveland, Ohio, em agosto, e Nova Iorque em setembro. O filme possui mais de 2.200 tomadas de efeitos visuais.
The Avengers estreou no El Capitan Theatre em Los Angeles no dia 11 de abril de 2012, e foi lançado nos Estados Unidos em 4 de maio, servindo como o último filme da Fase Um do UCM; em Portugal estreou em 25 de abril, chegando ao Brasil dois dias depois. O filme foi bem recebido pela crítica, com elogios sendo direcionados à direção e roteiro de Whedon, efeitos visuais, sequências de ação, atuações e trilha sonora, e recebeu múltiplos prêmios e indicações, incluindo em categorias de melhores efeitos visuais no Óscar e BAFTA. Arrecadou mais de 1,5 bilhão de dólares em todo o mundo, estabelecendo vários recordes de bilheteria e se tornando o terceiro filme de maior bilheteria de todos os tempos na época de seu lançamento, a maior bilheteria de 2012, e a primeira produção da Marvel a gerar um bilhão de dólares em vendas de ingressos. Três sequências foram lançadas: Avengers: Age of Ultron (2015), Avengers: Infinity War (2018) e Avengers: Endgame (2019).

## Enredo
O asgardiano Loki se encontra com o "Outro", o líder de uma raça extraterrestre conhecida como Chitauri. Em troca da recuperação do Tesseract, uma poderosa fonte de energia de potencial desconhecido, o Outro promete a Loki um exército com o qual ele pode subjugar a Terra. Nick Fury, diretor da agência de espionagem S.H.I.E.L.D., chega a uma instalação de pesquisa remota, onde o físico Dr. Erik Selvig lidera uma equipe que está realizando experimentos no Tesseract. O Tesseract de repente é ativado e abre um buraco de minhoca, permitindo que Loki chegue a Terra. Loki rouba o Tesseract e usa seu cetro para escravizar Selvig e outros agentes, incluindo Clint Barton, para ajudá-lo.
Em resposta, Fury reativa a "Iniciativa Vingadores". A agente Natasha Romanoff vai a Calcutá para recrutar o Dr. Bruce Banner, este que pode rastrear o Tesseract através de suas emissões de radiação gama. Fury aborda Steve Rogers sobre os planos de recuperação do Tesseract, e o agente Phil Coulson visita Tony Stark para que ele averigue a pesquisa de Selvig. Loki está em Estugarda, onde Barton rouba o irídio necessário para estabilizar o poder do Tesseract, levando a um confronto com Rogers, Stark e Romanoff que termina com a rendição de Loki. Enquanto Loki é escoltado para a S.H.I.E.L.D., seu irmão adotivo Thor chega e o liberta, na esperança de convencê-lo a abandonar seu plano e retornar a Asgard. Stark e Rogers intervêm e Loki é levado para o Aeroporta-Aviões da S.H.I.E.L.D., onde é preso.
Os Vingadores ficam divididos tanto sobre como abordar Loki quanto à revelação de que a S.H.I.E.L.D. planeja aproveitar o Tesseract para desenvolver armas poderosas como um impedimento contra extraterrestres hostis. Enquanto eles discutem, os agentes de Loki atacam o Aeroporta-Aviões, e o estresse faz com que Banner se transforme em Hulk. Stark e Rogers trabalham para reiniciar o motor danificado, e Thor tenta parar a fúria de Hulk. Romanoff deixa Barton inconsciente, quebrando o controle da mente de Loki. Loki escapa depois de matar Coulson, e Fury usa a morte de Coulson para motivar os Vingadores a trabalharem em equipe. Loki usa o Tesseract e um gerador de buraco negro que Selvig construiu para abrir um portal acima da Torre Stark em Nova Iorque, permitindo que o exército chitauri invada a Terra.
Rogers, Stark, Romanoff, Barton, Thor e Hulk se unem em defesa de Nova Iorque, e juntos os Vingadores lutam contra os Chitauri. Hulk vence Loki até a submissão. Romanoff vai até o gerador, onde Selvig, livre do controle mental de Loki, revela que o cetro de Loki pode desligar o gerador. Os superiores de Fury do Conselho de Segurança Mundial tentam acabar com a invasão lançando um míssil nuclear em Midtown Manhattan. Stark intercepta o míssil e o leva pelo buraco de minhoca em direção à frota Chitauri. O míssil detona, destruindo a nave-mãe Chitauri e desativando suas forças na Terra. O traje de Stark perde força e ele entra em queda livre, mas Hulk o salva. Na sequência, Thor retorna com Loki e o Tesseract para Asgard, onde Loki enfrentará sua justiça.
Em uma cena no meio dos créditos, o Outro certifica sobre o ataque fracassado à Terra a seu mestre, que se revela o verdadeiro arquiteto da invasão a Nova York: Thanos, o Titã Louco.

## Elenco

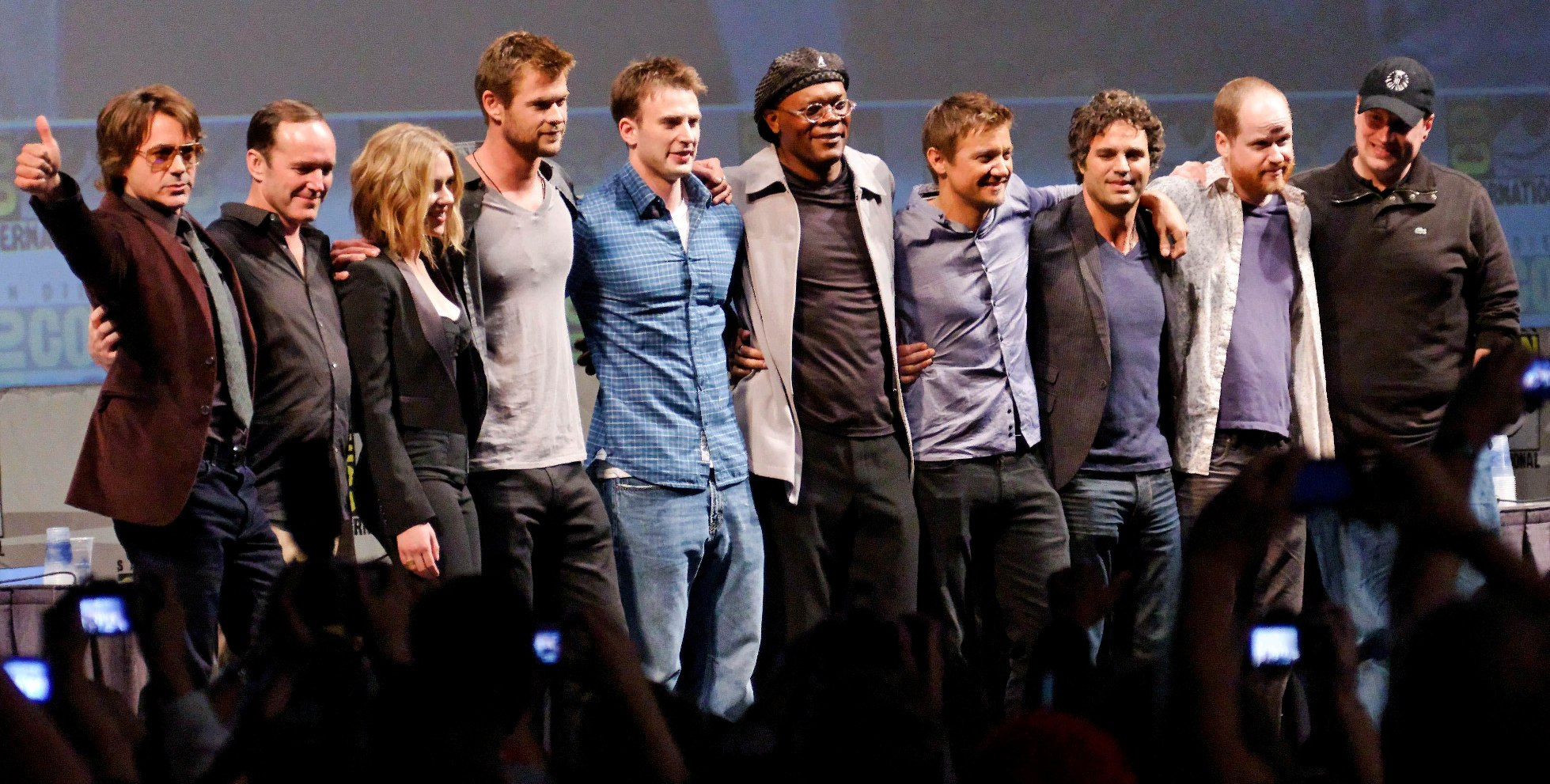
O elenco de The Avengers na San Diego Comic-Con 2010, com Joss Whedon e Kevin Feige

- Robert Downey Jr. como Tony Stark / Homem de Ferro: 
Um ex-fabricante de armas para as Forças Armadas dos Estados Unidos que se autodescreve como um gênio, bilionário, playboy e filantropo, possuindo uma armadura eletromecânica de sua própria invenção. Downey foi escalado como parte de seu contrato de quatro filmes com a Marvel Studios, que incluía Iron Man 2 (2010) e The Avengers.[16] Ele disse que inicialmente forçou Whedon a fazer com que Stark fosse o personagem principal: "Bem, eu disse: 'Eu preciso estar na sequência de abertura. Eu não sei o que você está pensando, mas Tony precisa dirigir essa coisa.' Ele disse: 'Ok, vamos tentar isso.' Nós tentamos e não funcionou, porque isso é um tipo diferente de coisa, a história, a ideia e o tema, e todo mundo é apenas um braço do polvo."[17] Sobre a evolução do personagem em comparação aos filmes anteriores, Downey disse: "Em Iron Man, que era uma história de origem, ele era sua própria epifania e redenção. Iron Man 2 é sobre não ser uma ilha, lidando com questões de legado e abrindo espaço para outros [...] Em The Avengers, ele está lutando com os outros".[18] Downey recebeu um pagamento de 50 milhões de dólares por conta do filme, "uma vez que os bônus de bilheteria e a compensação de processo interno [foram] considerados".[19]
- Chris Evans como Steve Rogers / Capitão América: 
Um veterano da Segunda Guerra Mundial que foi aprimorado ao pico da fisicalidade humana por um soro experimental, e congelado em animação suspensa antes de acordar no mundo moderno. Evans foi escalado como parte de um acordo para estrelar três filmes da Marvel, além de The Avengers.[20] Evans disse que Steve Rogers é muito mais sombrio em The Avengers: "É apenas sobre ele tentando chegar a um acordo com o mundo moderno. Você tem que imaginar: é bastante chocante aceitar o fato de que você está em um tempo completamente diferente, mas todo mundo que você conhece está morto. Todo mundo com quem você se importava [...] Ele era um soldado, obviamente, todo mundo com quem ele lutou, todos os seus irmãos de armas, todos eles estão mortos. Ele está sozinho. Eu acho que no começo é uma cena de peixe fora d'água, e é difícil. É uma pílula difícil para ele engolir. Depois vem a tentativa de encontrar um equilíbrio com o mundo moderno."[17] Em relação à dinâmica entre Rogers e Tony Stark, Evans disse: "Eu acho que certamente há uma dicotomia — esse tipo de atrito entre eu e Tony Stark, eles são pólos opostos. Um cara é flash de holofotes e suave, e o outro cara é altruísta, nas sombras e meio quieto, e eles precisam se dar bem. Eles exploram isso, e é muito divertido."[21] Evans ganhou 2–3 milhões de dólares pelo filme.[19]
- Mark Ruffalo como Bruce Banner / Hulk: 
Um cientista genial que, por causa da exposição à radiação gama, se transforma em um monstro quando enfurecido ou agitado. Ruffalo, que foi considerado para interpretar Banner em The Incredible Hulk (2008) antes de Edward Norton assumir o papel,[22] foi escalado depois que as negociações entre a Marvel e Norton fracassaram.[23] Sobre a substituição de Norton, Ruffalo disse: "Sou amigo de Ed, e sim, essa não foi uma boa maneira de tudo isso acontecer. Mas do jeito que vejo é que Ed deixou essa parte para mim. Eu vejo isso como o Hamlet da minha geração." Sobre o personagem, ele disse: "Ele é um cara lutando com dois lados de si mesmo — o escuro e o claro — e tudo o que ele faz em sua vida é filtrado por questões de controle. Eu cresci vendo a série de TV [sobre o Hulk] de Bill Bixby, que eu pensei que era uma maneira humana muito sutil e real de olhar para o Hulk. Eu gosto que o papel tenha essas qualidades".[24] Sobre o lugar do Hulk na equipe, Ruffalo disse: "Ele é como o companheiro de equipe que nenhum deles tem certeza de que quer em seu time. Ele é um canhão solto. É algo como: 'Apenas jogue uma granada no meio do grupo e vamos esperar que eles se saiam bem!"[25] Esta é a primeira produção em que um ator que interpreta Banner também interpreta o Hulk. Ruffalo disse à revista New York: "Estou muito animado. Ninguém nunca interpretou o Hulk exatamente; eles sempre o fizeram em CGI. Eles vão fazer o Avatar em stop-action, e uma captura em stop motion. Então, na verdade, vou interpretar o Hulk. Isso vai ser divertido".[26] O modelo 3D usado para criar o corpo do Hulk foi modelado com base no fisiculturista de Long Island e stripper masculino Steve Romm, enquanto que o rosto do Hulk foi modelado com base no de Ruffalo.[27] Para criar a voz do Hulk, a voz de Ruffalo foi misturada com as de Lou Ferrigno e outros;[28] no entanto, uma única fala do Hulk ("Puny god.") foi fornecida exclusivamente por Ruffalo.[29] Ruffalo ganhou 2–3 milhões de dólares pelo filme.[19]
- Chris Hemsworth como Thor: 
O príncipe herdeiro de Asgard, baseado na divindade da mitologia nórdica de mesmo nome. Hemsworth foi escalado como parte de um contrato de vários filmes.[30] Ele já havia trabalhado com Joss Whedon em The Cabin in the Woods (2011).[31] Hemsworth disse que conseguiu manter a força física que construiu para Thor (2011) aumentando sua ingestão de alimentos, consistindo em peito de frango, peixe, bife e ovos todos os dias. Quando perguntado exatamente sobre a quantidade, Hemsworth disse: "Meu peso corporal [é composto de] proteínas, praticamente!"[32] Ele observou que a motivação de Thor "é muito mais pessoal, no sentido de que é seu irmão que está agitando as coisas. Enquanto que para todos os outros, é um cara mau que precisa ser derrotado. É uma abordagem diferente para mim, ou para Thor. Ele está constantemente tendo que lutar contra o bem maior e o que ele deve fazer contra seu irmãozinho que está lá [...] Às vezes fico frustrado com meus irmãos, ou com a família, mas sou o único que pode ficar bravo com eles. Há um pouco disso."[17] Hemsworth ganhou 2–3 milhões de dólares pelo filme.[19]
- Scarlett Johansson como Natasha Romanoff / Viúva Negra: 
Uma espiã altamente treinada e agente da S.H.I.E.L.D.[33] Sobre a personagem e seu relacionamento com Gavião Arqueiro, Johansson disse: "Nossos personagens possuem uma longa história. Eles lutaram juntos por muito tempo em muitas batalhas em muitos países diferentes. Nós somos os dois membros desse grupo vingador que são guerreiros habilidosos – não temos superpoderes. A Viúva Negra é definitivamente uma da equipe, no entanto. Ela não está no elenco simplesmente para fazer um papel romântico ou para ser um colírio para os olhos. Ela está lá para lutar, então nunca me senti a única garota. Todos nós temos nossas várias habilidades e parece algo igual".[18] Sobre seu treinamento, Johansson disse: "Mesmo que Iron Man 2 fosse 'um-para-eles', eu nunca tinha feito algo assim antes. Eu nunca tinha sido fisicamente conduzida em algo, ou parte de algo tão grande. Para The Avengers, passei tantos meses treinando com nossa equipe de dublês e lutando contra todos os outros atores, é uma loucura. Eu não faço nada além de lutar — o tempo todo."[34] Johansson ganhou 4–6 milhões de dólares pelo filme.[19]
- Jeremy Renner como Clint Barton / Gavião Arqueiro: 
Um mestre arqueiro que trabalha como agente da S.H.I.E.L.D.[35][36] Renner disse que esse era um papel que exigia bastante esforço físico e que ele treinou fisicamente e praticou tiro com arco o máximo possível em preparação.[37] Sobre o papel, Renner disse: "Quando vi Iron Man, pensei que era uma abordagem realmente incrível para super-heróis. Então eles me falaram sobre esse personagem do Gavião Arqueiro, e gostei de como ele não era realmente um super-herói; um cara com um alto conjunto de habilidades. Eu poderia me conectar a isso."[18] Sobre a mentalidade de atirador do Gavião Arqueiro, Renner disse: "É um jogo solitário. Ele é um pária. Sua única conexão é com a personagem de Scarlett, Natasha. É como uma mão esquerda/direita. Eles coexistem, e você precisa dos dois, especialmente quando se trata de uma missão física."[18] Renner disse que Gavião Arqueiro não é inseguro sobre sua humanidade, "pelo contrário, ele é o único que pode realmente derrubar o Hulk com suas flechas. Ele conhece suas limitações. Mas quando se trata disso, tem que haver um senso de confiança em qualquer super-herói."[17] Renner ganhou 2–3 milhões de dólares pelo filme.[19]
- Tom Hiddleston como Loki: 
Rival e irmão adotivo de Thor, baseado na divindade da mitologia nórdica de mesmo nome.[30] Sobre a evolução de seu personagem em comparação ao filme Thor, Hiddleston disse: "Acho que o Loki que vemos em The Avengers está ainda mais avançado. Você tem que se perguntar: 'quão agradável é a experiência de desaparecer em um buraco de minhoca que foi criado por algum tipo de super explosão nuclear de sua própria autoria?'. Então eu acho que quando Loki aparece em The Avengers, ele já viu algumas coisas."[38] Sobre as motivações de Loki, Hiddleston disse: "No início de The Avengers, ele vem para a Terra para subjugá-la e sua ideia é governar a raça humana e se tornar um rei. E como todos os autocratas delirantes da história humana, ele acha que essa é uma ótima ideia porque se todos estiverem ocupados adorando-o, não haverá guerras, então ele vai criar algum tipo de paz mundial governando-os como um tirano. Mas ele também está meio iludido com o fato de pensar que o poder ilimitado lhe dará auto-respeito, então não deixei de lado o fato de que ele ainda está motivado por esse terrível ciúme e tipo de desolação espiritual."[39]
- Clark Gregg como Phil Coulson: 
Um agente da S.H.I.E.L.D. que supervisiona muitas das operações de campo.[40] Gregg foi escalado como parte de um acordo de participar de vários filmes da Marvel.[41] Gregg disse que seu papel foi expandido em The Avengers: "[O que o] Agente Coulson se tornou em termos da importância dessa história em particular, e quão importante é seu trabalho em reunir os Vingadores, meio que parecia um pouco surreal, como alguém que estava tentando fazer uma brincadeira e esse não era o roteiro real. Mas não era, era a coisa real, eu tinha que aparecer e fazer essas coisas, e parecia uma recompensa incrível para o que a jornada havia sido e o fato de eu estar fazendo isso por cinco anos."[42] Gregg disse que Whedon forneceu informações sobre a história pregressa de seu personagem, particularmente sobre Coulson ser um fã do Capitão América.[42]
- Cobie Smulders como Maria Hill: 
Uma agente de alto escalão da S.H.I.E.L.D. que trabalha em estreita colaboração com Nick Fury.[43] Smulders, que Joss Whedon uma vez considerou para seu filme live-action da Mulher-Maravilha não produzido, foi selecionada de uma pequena lista de atrizes em potencial, incluindo Morena Baccarin. O acordo de Smulders a integraria em nove filmes.[44][45] Sobre sua preparação, Smulders disse: "Eu contratei [um] incrível treinador de operações secretas para me ensinar como segurar uma arma, me levar para um campo de tiro, como bater, como me segurar, como andar e basicamente como olhar. Eu não luto muito no filme, e é por isso que não me ofereceram um treinador, mas eu queria parecer que tinha a capacidade de fazer isso."[46] Sobre a personagem, Smulders comentou: "Eu posso me relacionar com ela sendo mãe e empresária e tentando trabalhar em tempo integral, criando uma família e tendo uma carreira. Nos pedem para fazer um monte de coisas hoje em dia. Eu sinto que ela é tudo sobre seu trabalho e sobre manter as coisas funcionando."[47]
- Stellan Skarsgård como Erik Selvig: 
Um astrofísico e amigo de Thor, sob o controle de Loki, que está estudando o poder do Tesseract.[48][49] Em relação ao controle de Loki sobre Selvig, Skarsgård disse: "Bem, com a cena que fizemos em Thor, era como se Loki, de uma forma ou de outra, entrasse na mente de Erik. E em The Avengers, você verá mais clareza em como Loki está usando a mente de Erik."[49] Sobre seu papel, ele comentou: "[Meu personagem] é importante, mas o tamanho do papel não é grande."[49]
- Samuel L. Jackson como Nick Fury: 
O diretor da S.H.I.E.L.D. que foi revelado em filmes anteriores como o coordenador da "Iniciativa Vingadores". Jackson foi trazido para o projeto com um acordo contendo a opção de interpretar o personagem em até nove filmes da Marvel.[50] Jackson disse que faz mais em The Avengers do que em qualquer um dos filmes anteriores: "Você não precisa esperar até o final do filme para me ver". Sobre o papel, Jackson comentou: "É sempre bom interpretar alguém [que] é um ponto positivo na sociedade, em oposição a alguém que é negativo [...] Tentei torná-lo tão honesto com a história e tão honesto com o que a vida real pareceria." Jackson comparou o personagem com Ordell Robbie de Jackie Brown (1997), chamando-o de "um cara legal para sair. [Mas] você simplesmente não quer cruzá-lo".[51] Jackson ganhou 4–6 milhões de dólares pelo filme.[19]

Gwyneth Paltrow e Maximiliano Hernández reprisam seus papéis de filmes anteriores do UCM como Pepper Potts e Jasper Sitwell, respectivamente. Paul Bettany retorna para dar voz a J.A.R.V.I.S. O colaborador frequente de Whedon, Alexis Denisof, retrata "O Outro", e Damion Poitier retrata seu mestre, Thanos (sem nome no filme), em uma cena pós-créditos. Powers Boothe e Jenny Agutter aparecem como membros do Conselho de Segurança Mundial, mais tarde revelados como Gideon Malick e a vereadora Hawley, respectivamente. O co-criador dos Vingadores, Stan Lee, faz uma aparição em uma reportagem. Harry Dean Stanton aparece como um guarda de segurança, e o diretor de cinema polonês, Jerzy Skolimowski, aparece como Georgi Luchkov, o interrogador de Romanoff. Warren Kole possui um breve papel como um dos operadores da sala de controle da S.H.I.E.L.D. que é pego jogando Galaga. Enver Gjokaj, que mais tarde passou a interpretar Daniel Sousa na série de televisão Agent Carter, aparece como policial.

## Produção

### Desenvolvimento
"Isso remonta à primeira encarnação dos Vingadores, remonta os Supremos, remonta sobre tudo isso. Não faz sentido, é ridículo. Há um deus do trovão, há um monstro raivoso gigante verde 'id', há um Capitão América dos anos 40, há um Tony Stark que definitivamente não se dá bem com ninguém. Em última análise, essas pessoas não pertencem umas às outras e todo o filme é sobre encontrar a si mesmo na comunidade. E descobrir que você não apenas pertence um ao outro, mas precisa de cada um. Obviamente, isso será expresso por meio de socos, mas será o coração do filme."

—Joss Whedon, diretor de The Avengers, sobre o filme.
As ideias relacionadas a um filme baseado nos Vingadores começaram em 2003, com Avi Arad, CEO da Marvel Studios, anunciando os planos para desenvolver o filme em abril de 2005, depois que a Marvel Enterprises declarou independência ao se aliar à Merrill Lynch para produzir uma série de filmes que seriam distribuídos pela Paramount Pictures. A Marvel discutiu seus planos em uma breve apresentação para analistas de Wall Street; a intenção do estúdio era lançar filmes individuais para os personagens principais — a fim de estabelecer suas identidades e familiarizar o público com eles — antes de fundir os personagens em um filme crossover. O roteirista Zak Penn, que escreveu The Incredible Hulk (2008), se juntou à produção de The Avengers em 2006 e, em junho de 2007, foi contratado pela Marvel Studios para escrever o filme. Na esteira da greve dos roteiristas dos Estados Unidos de 2007–2008, a Marvel negociou com a Writers Guild of America para garantir que pudesse criar filmes baseados em seus homólogos de quadrinhos, incluindo Capitão América, Homem-Formiga e Os Vingadores. Após o lançamento bem-sucedido de Iron Man (2008) em maio, a empresa estabeleceu uma data de lançamento em julho de 2011 para The Avengers. Em setembro de 2008, a Marvel Studios chegou a um acordo com a Paramount — uma extensão de uma parceria anterior — que deu à empresa os direitos de distribuição de cinco futuros filmes da Marvel.
A escalação de elenco começou em outubro de 2008 com a contratação de Robert Downey Jr. Embora Don Cheadle tenha assumido o papel de Máquina de Combate em Iron Man 2 (2010), ele afirmou que não achava que o personagem apareceria em The Avengers. Ao mesmo tempo, duas grandes perspectivas ocorreram para a Marvel: Jon Favreau foi contratado como produtor executivo do filme, e a empresa assinou um contrato de longo prazo com a Raleigh Studios a fim de produzir três outros filmes de grande orçamento — Iron Man 2, Thor e Captain America: The First Avenger (2011) — em seu complexo em Manhattan Beach, Califórnia. Em fevereiro de 2009, Samuel L. Jackson assinou um contrato de nove filmes com a Marvel Entertainment para interpretar Nick Fury em Iron Man 2 e outros filmes. Em setembro de 2009, Edward Norton, que interpretou Bruce Banner em The Incredible Hulk, declarou que estava aberto a retornar no filme. No mês seguinte, Favreau afirmou que não dirigiria o filme, mas "definitivamente teria uma opinião e uma palavra a dizer". Favreau também expressou preocupação, afirmando: "Vai ser difícil, porque eu estava tão envolvido na criação do mundo do Homem de Ferro, e [este personagem] é um herói muito centrado em tecnologia, e então The Avengers vai apresentar alguns aspectos sobrenaturais por causa de Thor, [e misturar] os dois funciona muito bem nos quadrinhos, mas será preciso muita consideração para fazer tudo funcionar e não estragar a realidade que criamos". Em março de 2009, a atriz Scarlett Johansson substituiu Emily Blunt no papel de Natasha Romanoff em Iron Man 2, um acordo que posteriormente a anexou aos Vingadores. No dia seguinte, a Marvel anunciou que a data de lançamento do filme havia sido adiada para 4 de maio de 2012, quase um ano depois. Chris Hemsworth e Tom Hiddleston se juntaram ao elenco do filme em junho, retornando como Thor e Loki, respectivamente.
Em julho de 2009, Penn falou sobre o processo de crossover, afirmando: "Meu trabalho é meio que transitar entre os diferentes filmes e ter certeza de que finalmente estamos imitando aquela estrutura de quadrinhos onde todos esses filmes estão conectados. Há apenas um quadro que rastreia o 'Aqui é onde tudo o que acontece neste filme se sobrepõe àquele filme'. Estou incentivando-os a fazer o máximo de animatics possível para animar o filme, desenhar quadros para que todos trabalhemos com as mesmas ideias visuais. Mas as exigências da produção possuem prioridade". A princípio, Penn tentou reduzir o papel de Thor no roteiro porque tinha dúvidas sobre a capacidade do personagem de ter sucesso no filme. Ele mudou de ideia quando Hemsworth foi escalado como Thor. O filme sempre teve a intenção de usar Loki como vilão, mas Penn comentou que a discussão inicial havia considerado o uso do Caveira Vermelha.
Em janeiro de 2010, o chefe da Marvel Studios, Kevin Feige, foi perguntado se seria difícil fundir o aspecto de fantasia de Thor com o de ficção científica de alta tecnologia de Iron Man em The Avengers. "Não", ele disse, "porque estamos fazendo o Thor estilo Jack Kirby/Stan Lee/Walt Simonson/J. Michael Straczynski. Não estamos fazendo com que Thor tire a poeira do velho livro nórdico da sua biblioteca. E no Thor do Universo Marvel, há uma raça chamada Asgardianos. E estamos ligados através desta Árvore da Vida que não conhecemos. É ciência real, mas ainda não sabemos sobre isso. O filme 'Thor' é sobre ensinar isso às pessoas". Em março, foi relatado que Penn havia completado o primeiro rascunho do roteiro, e que o editor-chefe da Marvel, Joe Quesada, e o escritor de quadrinhos dos Vingadores, Brian Michael Bendis, haviam recebido cópias. Também em março, Chris Evans aceitou uma oferta para interpretar o Capitão América em três filmes, incluindo The Avengers.

### Pré-produção
"As pessoas esquecem que começamos a filmar The Avengers antes de Thor ou Captain America serem lançados. E se as pessoas odiassem o Thor? E se as pessoas pensassem que Loki era ridículo? E se as pessoas não comprassem [a ideia deste] super soldado congelado no gelo? Estávamos no primeiro trimestre de produção de um filme gigante naquela época, e não iríamos parar. Foi meio que tudo naquele momento."

—Kevin Feige, presidente de produção da Marvel Studios, sobre os desafios de produzir o primeiro filme dos Avengers.
Em abril de 2010, Joss Whedon estava perto de completar um acordo para dirigir o filme e retrabalhar o roteiro de Penn, e foi anunciado oficialmente em julho de 2010. Sobre a contratação, Arad afirmou: "Minha opinião pessoal é que Joss fará um trabalho fantástico. Ele ama esses personagens e é um ótimo escritor [...] Faz parte da vida dele, então você sabe que ele vai protegê-los [...] Espero que alguém como ele torne o roteiro ainda melhor". Feige acrescentou: "Conheço Joss há muitos anos. Estávamos procurando a coisa certa e ele veio e nós encontramos [...] queríamos encontrar um diretor que estivesse prestes a fazer algo grande, como achamos que Joss é." Whedon afirmou na San Diego Comic-Con International 2010, que o que o atraiu para o filme é que ele ama como "essas pessoas não deveriam estar na mesma sala e muito menos na mesma equipe — e essa é a definição do termo família".
Quando Whedon recebeu o rascunho de Penn, ele disse a Feige que achava que o estúdio "não tinha nada" e eles deveriam "fingir que esse rascunho nunca havia acontecido". Parte do problema visto por Whedon era a falta de conexão dos personagens no rascunho de Penn, o que exigia que Whedon começasse "na estaca zero". Whedon passou a escrever um tratamento de cinco páginas de seus planos iniciais para o filme, e criou o slogan "Avengers: Some Assembly Required", riffando com o slogan "Avengers Assemble" dos quadrinhos. A Marvel rapidamente começou a trabalhar para assinar com Whedon um contrato para escrever e dirigir, apenas estipulando que ele incluísse os Vingadores contra Loki, uma batalha entre os heróis na metade, uma batalha contra os vilões no final, e que ele terminasse o filme a tempo para que ocorresse um lançamento em maio de 2012. O roteiro passaria por "muitas iterações insanas do que poderia ser" de acordo com Whedon. Ele explicou que havia um ponto em que não era certo se Johansson estrelaria o filme, então ele "escreveu um monte de páginas na qual estrelava a Vespa", e queria que Zooey Deschanel interpretasse a personagem. Whedon também estava "preocupado se um ator britânico [(Hiddleston)] não fosse o suficiente para enfrentar os heróis mais poderosos da Terra, e que sentíssemos que estávamos torcendo pelo exagero. Então eu escrevi um rascunho enorme com Ezekiel Stane, o filho de Obadiah Stane, nele." Uma vez que todos os atores foram escalados, "o filme permaneceu em missão". Whedon notou que os personagens usados não possuem o mesmo problema, ao contrário dos X-Men. Ele sentiu que "esses caras simplesmente não pertencem um ao outro" antes de perceber que suas interações poderiam ser como The Dirty Dozen (1967). Whedon também fez referência a Dr. Strangelove (1964), The Abyss (1989), His Girl Friday (1940) e Black Hawk Down (2001). Whedon acabaria compartilhando o crédito final do roteiro com Penn, embora ele tenha comentado que "lutou" para ser o único creditado e que estava "muito chateado com isso". Penn sentiu que os dois "poderiam ter colaborado mais, mas essa não foi sua escolha. Ele queria fazer do seu jeito, e eu respeito isso."

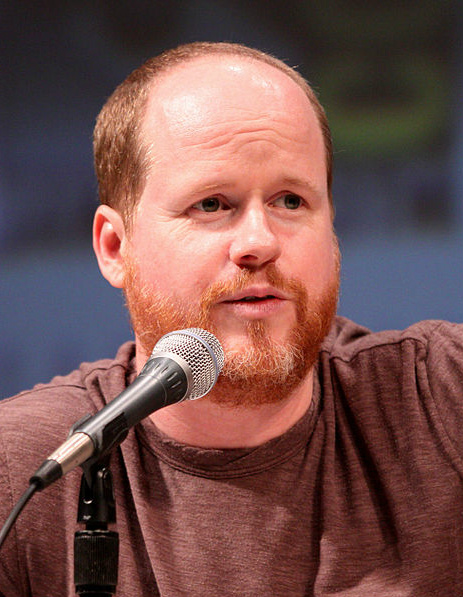
Joss Whedon na San Diego Comic-Con International 2010

O processo de escalação de elenco continuou na grande parte de 2010, com as adições de Jeremy Renner, Mark Ruffalo, e Clark Gregg. Ruffalo substituiu Edward Norton, a quem a Marvel se recusou a ter de volta. "Tomamos a decisão de não trazer Ed Norton de volta para interpretar o papel-título de Bruce Banner em The Avengers", afirmou Feige. "Nossa decisão definitivamente não é baseada em fatores monetários, mas enraizada na necessidade de um ator que incorpore a criatividade e o espírito colaborativo de nossos outros talentosos membros do elenco. The Avengers exige integrantes que prosperam trabalhando como parte de um conjunto, como evidenciado por Robert, Chris H, Chris E, Samuel, Scarlett e todo o nosso elenco talentoso. Estamos procurando anunciar um ator de nome que atenda a esses requisitos e seja apaixonado pelo papel icônico nas próximas semanas". Em resposta, o agente de Norton, Brian Swardstrom, criticou a declaração de Feige, chamando-a de "propositalmente enganosa" e uma "tentativa inadequada de pintar nosso cliente sob uma luz negativa". Em outubro de 2014, Norton afirmou que foi sua própria decisão de nunca mais interpretar o Hulk porque ele "queria mais diversidade" em sua carreira e não queria ser associado a apenas um personagem.
Em agosto de 2010, foi relatado que a Paramount Pictures e a Marvel Studios estavam planejando começar as filmagens em fevereiro. Em outubro, a Grumman Studios em Bethpage, Nova Iorque e a Steiner Studios em Brooklyn, Nova Iorque, foram anunciados como locais de filmagens, com a construção do set prevista para começar em novembro; no entanto, como Whedon mais tarde explicou: "Originalmente nós deveríamos estar em Los Angeles, então por um curto período nós deveríamos estar em Nova Iorque, e então de alguma forma acabamos em Albuquerque." Também em outubro, a Walt Disney Studios concordou em pagar a Paramount pelo menos 115 milhões de dólares para os direitos de distribuição mundial de Iron Man 3 (2013) e The Avengers. O acordo também permitiu que a Paramount continuasse a cobrar a taxa de bilheteria de 8% que teria ganho pela distribuição do filme e um crédito de destaque — a colocação do logotipo de produção da empresa em materiais de marketing e títulos de abertura do filme. Como resultado, o crédito de produção na tela diz "Marvel Studios apresenta em associação com a Paramount Pictures", embora o filme seja de propriedade, distribuído, financiado e comercializado exclusivamente pela Disney. A Epix da Paramount manteve os direitos de TV paga.
Em dezembro de 2010, o governador do Novo México, Bill Richardson, e o co-presidente da Marvel Studios, Louis D'Esposito, anunciaram que The Avengers seria gravado principalmente em Albuquerque, Novo México, com as filmagens programadas para começarem em abril de 2011 e terminarem em setembro. Partes do filme também foram programadas para serem filmadas em Michigan, mas um plano para filmar em Detroit não foi concretizado, já que o governador Rick Snyder emitiu uma proposta de orçamento que eliminaria um incentivo fiscal para filmes. Três meses depois, em março, o governador de Ohio, John Kasich, anunciou, antes do discurso sobre o State of the City do prefeito Frank G. Jackson, que The Avengers seria filmado em Cleveland.
O ilustrador conceitual e designer da armadura Mark VII do Homem de Ferro, Phil Saunders, afirmou que "Joss Whedon estava procurando por algo que tivesse o fator 'legal' do traje [dentro de uma] mala [de Iron Man 2], enquanto que ainda fosse uma armadura totalmente blindada e pesada que poderia enfrentar um exército na batalha final." Para esse fim, Saunders pegou emprestado conceitos que foram propostos em Iron Man 2, bem como algumas ideias que foram abandonadas em Iron Man, e os fundiu em um traje modular que possui grandes pacotes de munição nos braços e uma mochila. A Science & Entertainment Exchange também forneceu consultoria científica para o filme.
O processo de escolha do elenco atingiu seus estágios finais no ano seguinte. Em fevereiro de 2011, Cobie Smulders foi escalada para o papel de Maria Hill, depois de participar de testes de tela realizados pela Marvel para o papel de uma integrante chave da S.H.I.E.L.D., que Samuel L. Jackson descreveu como ajudante de Nick Fury. Ao longo dos meses subsequentes, o elenco do filme se expandiu para incluir Stellan Skarsgård, Paul Bettany e Gwyneth Paltrow. Paltrow foi escalada por insistência de Downey; antes disso, Whedon não pretendia que o filme incluísse personagens coadjuvantes dos filmes individuais dos heróis, comentando: "Você precisa separar os personagens de seus sistemas de suporte para criar o isolamento necessário para uma equipe".

### Filmagens
As filmagens começaram em 25 de abril de 2011, em Albuquerque, Novo México, na Albuquerque Studios, sob o título de produção de Group Hug. Em junho de 2011, o dublê Jeremy Fitzgerald machucou a cabeça ao tentar uma acrobacia envolvendo uma queda de nove metros de um prédio após ser atingido por uma flecha. Um porta-voz da Marvel disse mais tarde ao TMZ que, apesar da lesão, Fitzgerald se recuperou e continuou trabalhando no set. No mês seguinte, as filmagens secundárias ocorreram cerca de uma hora fora de Pittsburgh, Pensilvânia, na área de Butler. Uma sequência de perseguição também foi filmada em Worthington, Pensilvânia, na Creekside Mushroom Farms, a maior fazenda de cogumelos de um único local do mundo, que forneceu 150 milhas de túneis de calcário abandonados a 300 pés abaixo do solo para as filmagens.
A produção foi realocada para Cleveland, Ohio, em agosto de 2011, onde as filmagens ocorreram durante um período de quatro semanas. A East 9th Street da cidade foi escolhida para simular a 42nd Street de Nova Iorque a fim de ser usada em cenas de batalhas climáticas. Soldados da Reserva do Exército dos Estados Unidos designados para o 391.º Batalhão de Polícia Militar, com sede em Columbus, Ohio, forneceram ação de fundo durante as cenas de batalha em Cleveland. O sargento Michael T. Landis afirmou que o uso de soldados reais tornou as cenas mais realistas e ajudou a retratar os militares de uma forma mais positiva, explicando que "é fácil para nós fazermos correções no local para táticas e uniformes. Na verdade, o diretor aceitou nossa recomendação em uma cena e nos deixaram enfrentar o inimigo, em oposição a apenas os artilheiros nos caminhões envolvidos". As filmagens também ocorreram na grande câmara de vácuo do Centro de Pesquisa John H. Glenn da NASA, perto de Sandusky, Ohio. A Space Power Facility do centro foi usada para retratar uma instalação de pesquisa da S.H.I.E.L.D. Uma série de explosões foi filmada na fábrica de trem de força da Chevrolet em Parma, Ohio, como parte da sequência de batalha que começou em Cleveland. Cenas do filme também foram filmadas na Public Square e na Ponte Detroit-Superior. O quadrante sudoeste da Public Square foi transformado em Stuttgart, Alemanha, para as filmagens.
As filmagens foram concluídas na cidade de Nova Iorque, onde ocorreram durante dois dias. Os locais incluíam o Park Avenue e Central Park. Para as cenas que ocorrem em Manhattan, o supervisor de efeitos visuais Jake Morrison filmou imagens aéreas por mais de três dias para usar como placas de fundo, elaborando que seu principal objetivo era "obter o máximo de trabalho aéreo possível para o público ver as grandes extensões, as tomadas amplas de estabelecimento, ao mesmo tempo, certificando-se de que os efeitos não pareçam muito gerados por computador [...] Estamos ficando muito melhores em criar ambientes totalmente gerados por computador", explicou Morrison, "mas não há substituto para começar com uma imagem real e adicionar o que você precisa".
O diretor de fotografia Seamus McGarvey afirmou que compôs o quadro com uma proporção de tela 1.85:1 para lidar com as alturas variadas dos personagens principais, explicando: "Capturar em 1.85:1 é meio incomum para um filme épico como este, mas precisávamos da altura na tela para poder enquadrar todos os personagens como Hulk, Capitão América e Viúva Negra, [esta última] que é bem menor. Tivemos que dar a todos eles precedência e largura dentro do quadro. Além disso, Joss [Whedon] sabia que a sequência da batalha final seria essa extravagância em Manhattan, então a altura e a escala vertical dos edifícios seriam muito importantes." O filme foi o primeiro empreendimento de McGarvey com uma câmera digital, a Arri Alexa. As câmeras digitais SLR Canon EOS 5D Mark II e Canon EOS 7D foram usadas para algumas capturas, e fotos de alta velocidade foram capturadas em 35 mm com a Arriflex 435. Sobre sua abordagem visual, McGarvey comentou: "Joss e eu estávamos interessados em ter uma qualidade muito visceral e naturalista para a imagem. Queríamos que isso parecesse imersivo e não queríamos um 'olhar de quadrinhos' que pudesse distanciar o público com o envolvimento do filme. Movimentamos muito a câmera em Steadicam, guindastes e carrinhos para criar imagens cinéticas; e escolhemos ângulos dramáticos, como ângulos baixos para imagens heróicas."

### Pós-produção
Em dezembro de 2011, a Disney anunciou que o filme seria convertido em 3D. Whedon comentou: "Eu não sou um grande fã de filmes extremamente longos e de muita falação – gosto de ver o espaço em que estou e me relacionar com ele, então o 3D meio que se encaixa na minha estética de qualquer maneira. E a tecnologia avançou bastante nesses últimos dois anos." Whedon também disse que "definitivamente existem filmes que não deveriam ser em 3D", mas "The Avengers não é desagradável em 3D. Não existe algo como: 'Ah olhe, vamos passar 20 minutos atravessando este túnel porque é em 3D!' E ninguém estará apontando para a tela o tempo todo. Mas é um filme de ação. As coisas tendem a se aproximar da tela de qualquer maneira". Em janeiro de 2012, foi relatado que o filme seria remasterizado digitalmente para IMAX 3D e seria lançado em cinemas IMAX em 4 de maio de 2012, no mesmo dia em que estrearia o seu formato convencional. O lançamento em IMAX sucedeu os lançamentos IMAX de Iron Man 2 e Thor, ambos também da Marvel.
Em uma entrevista em maio de 2012, Whedon disse que foi sua decisão incluir Thanos em uma cena pós-créditos, embora o personagem não seja identificado no filme. "Ele, para mim, é o vilão mais poderoso e fascinante da Marvel. Ele é o bisavô de [personagens] durões e está apaixonado pela Morte e eu acho isso tão fofo. Para mim, o maior [quadrinho] dos Vingadores foi Avengers Annual #7 (1977) que Jim Starlin fez sucessão à Marvel Two-in-One Annual #2 (1977) no qual continha a morte de Adam Warlock. Esses foram alguns dos textos mais importantes e acho que marcos subestimados na história da Marvel e Thanos estão por toda parte, então alguém tinha que estar no controle e tinha que estar por trás do trabalho de Loki e eu fiquei tipo 'Tem que ser Thanos'. E eles disseram 'Ok' e eu fiquei tipo 'Oh meu Deus!'" Uma cena adicional envolvendo os Vingadores comendo shawarma foi filmada em 12 de abril de 2012, um dia após a estreia mundial em Los Angeles. Evans usou uma mandíbula protética enquanto filmava a cena para cobrir a barba que ele havia deixado crescer. As vendas de shawarma em Los Angeles, St. Louis e Boston dispararam nos dias seguintes ao lançamento do filme. Whedon afirmou que a inspiração para a cena de shawarma veio dos eventos que cercam as filmagens da cena em que Fred morre nos braços de Wesley no episódio "A Hole in the World" da série de televisão Angel. Depois de filmar a cena, Whedon e os atores Amy Acker e Denisof, que interpretaram Fred e Wesley, respectivamente, "saíram para beber e acabaram ficando sentados em silêncio, exaustos dos eventos do dia"; Whedon então se lembrou dessa situação e acabou incorporando-a para o filme.

Mark Ruffalo como Hulk (abaixo) vestindo um traje de captura de movimento e próteses em sua parte superior para simular o tamanho do Hulk

O filme contém mais de 2 200 tomadas de efeitos visuais realizadas por 14 empresas: Industrial Light & Magic (ILM), Weta Digital, Scanline VFX, Hydraulx, Fuel VFX, Evil Eye Pictures, Luma Pictures, Cantina Creative, Trixter, Modus FX, Whiskytree, Digital Domain, The Third Floor e Method Design. A ILM foi a principal fornecedora e ficou responsável pela criação de muitos dos principais efeitos do filme, incluindo o Aeroporta-aviões, a paisagem urbana de Nova Iorque, dublês digitais, o Homem de Ferro e o Hulk. Para criar o Hulk na tela, Ruffalo usou um traje de captura de movimentos no set com os outros atores, enquanto quatro câmeras HD de captura de movimento (duas no corpo inteiro e duas focadas em seu rosto) capturavam seus movimentos faciais e corporais. Jeff White, supervisor de efeitos visuais da ILM, buscou uma representação "menos caricatural" do Hulk em comparação com a que a empresa criou para o filme de 2003 de Ang Lee, afirmando: "Nós realmente queríamos utilizar tudo o que desenvolvemos nos últimos dez anos e torná-lo um Hulk espetacular. Uma das grandes decisões de design foi incorporar Mark Ruffalo no visual dele. Então, muito do Hulk é baseado em Ruffalo e em sua performance, não apenas na captura de movimento e no set, mas também em seus olhos, seus dentes e sua língua."
A ILM recriou digitalmente a grande maioria da paisagem urbana de Nova Iorque usada no filme. No total, os artistas da ILM renderizaram uma área de cerca de dez quarteirões por cerca de quatro quarteirões. Para fazer isso, a ILM enviou uma equipe de quatro fotógrafos para tirar fotos da área em uma sessão que durou oito semanas. Tyson Bidner, o gerente de locação do filme em Nova Iorque, assegurou os direitos de quase todos os prédios na área que a ILM precisava. A Disney e a Sony Pictures concordaram que a Torre OsCorp de The Amazing Spider-Man (2012) fosse incluída no filme, mas a ideia foi descartada porque grande parte do horizonte já havia sido concluída.
A Weta Digital assumiu as funções de animar o Homem de Ferro durante um duelo na floresta feita pela ILM. Guy Williams, supervisor de efeitos visuais da Weta, disse: "Nós compartilhamos assets com a ILM, mas nossos pipelines são únicos e é difícil para outros assets se conectarem à eles. Mas, neste caso, pegamos seus modelos e tivemos que refazer os espaços de textura porque a forma como mapeamos a textura é diferente." Williams disse que a parte mais difícil foi recriar as superfícies metálicas refletivas do Homem de Ferro.
A Scanline VFX completou as imagens de revelação do Aeroporta-aviões, desde o momento em que a Viúva Negra e o Capitão América chegam ao convés do porta-aviões até o ponto em que ele decola. A Evil Eye Pictures compôs fundos digitais em tomadas filmadas em uma tela verde para cenas que aconteciam dentro do Aeroporta-aviões. Colin Strause, da Hydraulx, disse: "Fizemos os dez minutos iniciais do filme, além do cenário de abertura no espaço", incluindo a chegada de Loki à Terra e a sua subsequente fuga da base da S.H.I.E.L.D. A Luma Pictures trabalhou em capturas com a ponte do Aeroporta-aviões e incorporou os monitores gráficos desenvolvidos pela Cantina Creative. A Fuel VFX completou as cenas que ocorrem dentro e ao redor da cobertura da Torre Stark. A Digital Domain criou o ambiente de asteroides, onde Loki encontra o Outro. A Method Design, em Los Angeles, criou os créditos finais do filme. Steve Viola, diretor criativo da Method Design, disse: "Esta peça foi uma sequência de dois minutos, independente, criada inteiramente em CG. Para cada uma das tomadas na sequência, projetamos, modelamos, texturizamos e iluminamos todos os ambientes e muitos dos objetos de primeiro plano. Recebemos recursos da Marvel para incluir na peça, depois os remodelamos e ressurgiu para criar uma sequência macro pós-batalha. Também projetamos um tipo de letra personalizada para o título principal de The Avengers, bem como 30 créditos definidos na cena."

## Música
Em novembro de 2011, a Marvel anunciou que Alan Silvestri, que compôs a música de Captain America: The First Avenger, escreveria e comporia a trilha sonora de The Avengers. Silvestri comentou: "Eu trabalhei em filmes onde havia várias estrelas e certamente trabalhei em produções onde havia personagens de igual peso em termos de nível de importância, mas este é um pouco extremo nesse sentido porque cada um desses personagens possui seu próprio mundo e é uma situação muito diferente. É muito desafiador procurar uma maneira de dar a todos o peso e a consideração de que precisam, mas ao mesmo tempo, o filme é realmente sobre a união desses personagens, o que implica que existe essa entidade chamada Vingadores, que realmente tem que ser representativa de todos eles juntos." Silvestri desenvolveu a trilha sonora com a Orquestra Sinfônica de Londres no Abbey Road Studios em Londres, Inglaterra. Whedon disse: "A trilha é muito antiquada, e é por isso que [Silvestri] foi perfeito para este filme, porque ele pode dar a você a emoção elevada, a [velha guarda de Hans Zimmer] de 'Estou me sentindo muito bem agora!', mas ele também pode ser extraordinariamente específico para cada faixa e personagem, o que eu adoro."
Em março de 2012, a banda indiana de rock Agnee lançou um videoclipe para seu single "Hello Andheron", que serve como música tema para o lançamento indiano do filme. A Hollywood Records lançou um álbum conceitual da trilha sonora inspirado no filme, intitulado Avengers Assemble, em 1º de maio de 2012, no mesmo dia do lançamento da trilha original.

## Marketing

### Trailers
O filme foi promovido na San Diego Comic-Con International 2010, durante a qual um trailer, narrado por Samuel L. Jackson, foi exibido antes de uma introdução do elenco. Em junho de 2011, a Marvel Studios anunciou que não realizaria um painel na San Diego Comic-Con International 2011 depois que os executivos do estúdio decidiram que não estavam preparados para competir com seu próprio passado e as expectativas dos fãs com as filmagens ainda em produção. Em julho de 2011, um teaser trailer, que deveria ser a cena pós-créditos de Captain America: The First Avenger, foi vazado brevemente na Internet. A Entertainment Weekly especulou que o vazamento veio de uma prévia exibição, e descreveu a filmagem como "trêmula, confusa, cintilante e, obviamente, filmada com um telefone celular".

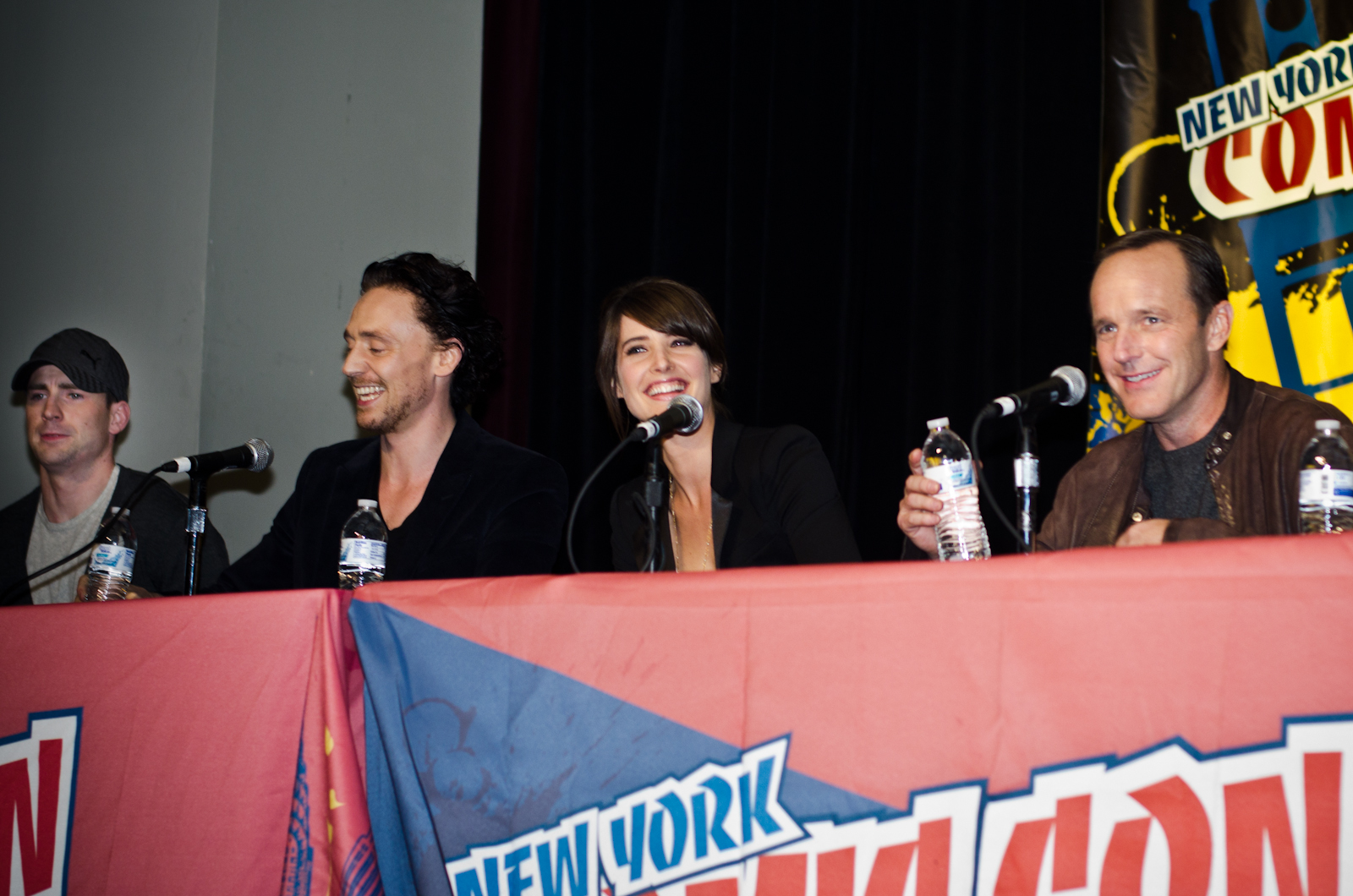
Chris Evans, Tom Hiddleston, Cobie Smulders e Clark Gregg promovendo o filme na New York Comic Con 2011

Em agosto de 2011, a Walt Disney Pictures, Pixar Animation Studios e Marvel Studios apresentaram uma visão da próxima lista de filmes da Walt Disney Studios, que incluía The Avengers, na D23 Expo em Anaheim, Califórnia. A apresentação contou com imagens do filme e aparições dos membros do elenco. Mais tarde, em agosto, a Disney demitiu a vice-presidente executiva de marketing mundial da Marvel, o vice-presidente de marketing mundial, e o gerente de marketing mundial a fim de realizar essas funções internamente.
Em outubro de 2011, a Marvel Studios realizou uma apresentação na New York Comic Con que contou com novas imagens e um painel de discussão que incluía o produtor Kevin Feige e vários membros do elenco. O primeiro trailer completo também foi lançado em outubro. A Comic Book Resources disse: "O teaser de dois minutos estabelece com facilidade a premissa do filme" e é "pesado na montagem [dos heróis], mas os fãs também são tratados com muita ação, bem como vislumbres [sic] da nova armadura do Homem de Ferro e, o melhor de tudo, a nova versão do Incrível Hulk. Naturalmente, Tony Stark, de Robert Downey Jr., possui as melhores falas". No entanto, o The Hollywood Reporter chamou-o de "Incrível. Ou seria, caso não tivéssemos visto tudo isso antes e esperássemos cada coisa que vimos no trailer". O trailer, que estreou exclusivamente no iTunes Movie Trailers, foi baixado mais de 10 milhões de vezes em suas primeiras 24 horas, quebrando o recorde de trailer mais visto do site. Esse recorde foi posteriormente superado pelo trailer de The Dark Knight Rises (2012), que foi baixado mais de 12,5 milhões de vezes em suas primeiras 24 horas. Um segundo trailer completo foi lançado no iTunes em fevereiro de 2012, atingindo um recorde de 13,7 milhões de downloads em 24 horas. Os trailers de The Avengers nos cinemas apareceram em sessões de muitos filmes, incluindo Mission: Impossible – Ghost Protocol (2011), 21 Jump Street (2012) e The Hunger Games (2012).
Em janeiro de 2012, a Marvel Studios realizou um bate-papo global no Twitter. O evento ao vivo de 30 minutos contou com o diretor e escritor Joss Whedon, os membros do elenco Samuel L. Jackson, Tom Hiddleston e Clark Gregg, e um teaser de 10 segundos de um comercial de 30 segundos do Super Bowl que iria ao ar durante o Super Bowl XLVI em fevereiro. De acordo com o Los Angeles Times, a Disney pagou cerca de 4 milhões de dólares pelo comercial de 30 segundos. Em 1º de maio de 2012, os executivos da Marvel Studios, juntamente com os atores Tom Hiddleston e Clark Gregg, tocaram o sino de abertura da Bolsa de Valores de Nova Iorque em homenagem ao lançamento do filme nos cinemas.

### Quadrinhos relacionados
Em dezembro de 2011, a Marvel anunciou que um prelúdio em quadrinhos de oito edições para o filme, escrito por Christopher Yost e Eric Pearson com arte dos brasileiros Luke Ross e Daniel HDR, seria lançado em março de 2012. Em fevereiro de 2012, a Marvel anunciou o lançamento de uma segunda série limitada de quadrinhos tie-in, Black Widow Strikes, escrita por Fred Van Lente, que também escreveu Captain America: First Vengeance, a prequela de quadrinhos de Captain America: The First Avenger. A história se passa entre Iron Man 2 e The Avengers, e segue a Viúva Negra enquanto ela lida com "algumas pontas soltas de Iron Man 2". Além disso, o título Avengers Assemble foi lançado em março de 2012, escrito por Brian Michael Bendis com arte de Mark Bagley, e apresenta a mesma formação dos Vingadores do filme lutando contra uma nova encarnação da equipe de supervilões Zodíaco.

### Parceiros promocionais
Paul Gitter, presidente de produtos de consumo da Marvel Entertainment, comentou que o desenvolvimento do filme ajudou a fortalecer as parcerias de varejo: "Os varejistas têm sido menos tolerantes com filmes [de propriedade intelectual], então decidimos que, se começássemos com essa estratégia coordenada há vários anos, os varejistas nos dariam espaço nas prateleiras ao longo dos anos e teríamos uma posição mais sustentável no mercado".
Em setembro de 2011, fotos de Robert Downey Jr. dirigindo um novo modelo de carro da Acura foram publicadas on-line. Mais tarde, um porta-voz da Acura divulgou um comunicado confirmando o envolvimento da empresa no filme: "Como você deve saber, a Acura esteve nos filmes do Universo Marvel Comics como o carro oficial de sua agência fictícia de aplicação da lei chamada S.H.I.E.L.D. Essa relação continua em The Avengers. O carro esportivo aberto que foi fotografado ontem é único, um carro fictício que foi feito apenas para o filme e não será produzido. Dito isso, como você também deve saber, nosso CEO disse publicamente que estamos estudando o desenvolvimento de um novo carro esportivo, mas não podemos falar mais sobre isso nesse momento." Em dezembro de 2011, a Acura anunciou que um novo NSX com estilo ao longo das linhas do conceito construído para The Avengers seria revelado no Salão Internacional de Automóvel Norte-Americano de 2012. Uma série de dez SUVs da S.H.I.E.L.D., baseados no Acura MDX com modificações da Cinema Vehicle Services, também foram feitos para o filme.
Em fevereiro de 2012, foi anunciado que a Marvel fez parceria com a empresa de fragrâncias JADS para promover The Avengers com fragrâncias baseadas nos personagens do filme. O anúncio foi dado logo antes da exposição anual da Toy Industry Association em fevereiro, onde representantes realizaram um estande de amostragem dos produtos. Outros parceiros promocionais incluem a fabricante de pulseiras Colantotte, Dr Pepper, Farmers Insurance, Harley-Davidson, Hershey, Land O'Frost, Oracle, Red Baron, Symantec, Visa e Wyndham Hotels & Resorts. No total, a Marvel e sua empresa-mãe Disney garantiram cerca de 100 milhões de dólares em apoio de marketing mundial para o filme. Exclusões notáveis incluem a Baskin-Robbins, Burger King e Dunkin' Donuts, que fizeram parceria com a Marvel no passado quando seus filmes eram distribuídos pela Paramount; a Disney geralmente não promove por meio de lojas de fast food.

### Jogo eletrônico
Um jogo eletrônico baseado no filme foi planejado para lançamento simultâneo. O título seria um jogo de tiro em primeira pessoa beat 'em up para Microsoft Windows, PlayStation 3, Wii U e Xbox 360, publicado pela THQ, com a THQ Studio Australia desenvolvendo as versões para console, e a Blue Tongue Entertainment desenvolvendo a versão para Windows. Depois que a THQ fechou os dois estúdios, o jogo foi cancelado. Os direitos de propriedade intelectual de um jogo dos Vingadores foram revertidos para a Marvel, que disse estar explorando possíveis oportunidades de publicação e licenciamento.
Em maio de 2012, a Ubisoft e a Marvel Entertainment anunciaram uma parceria para desenvolver um jogo controlado por movimento, intitulado Marvel Avengers: Battle for Earth, para o Kinect do Xbox 360, e Wii U. O jogo foi inspirado na trama "Secret Invasion" e apresenta vinte personagens diferentes. A Marvel também anunciou um jogo para celular de quatro capítulos, intitulado Avengers Initiative, com um capítulo focando-se em cada um dos personagens Hulk, Capitão América, Thor e Homem de Ferro.

## Lançamento

### Cinema

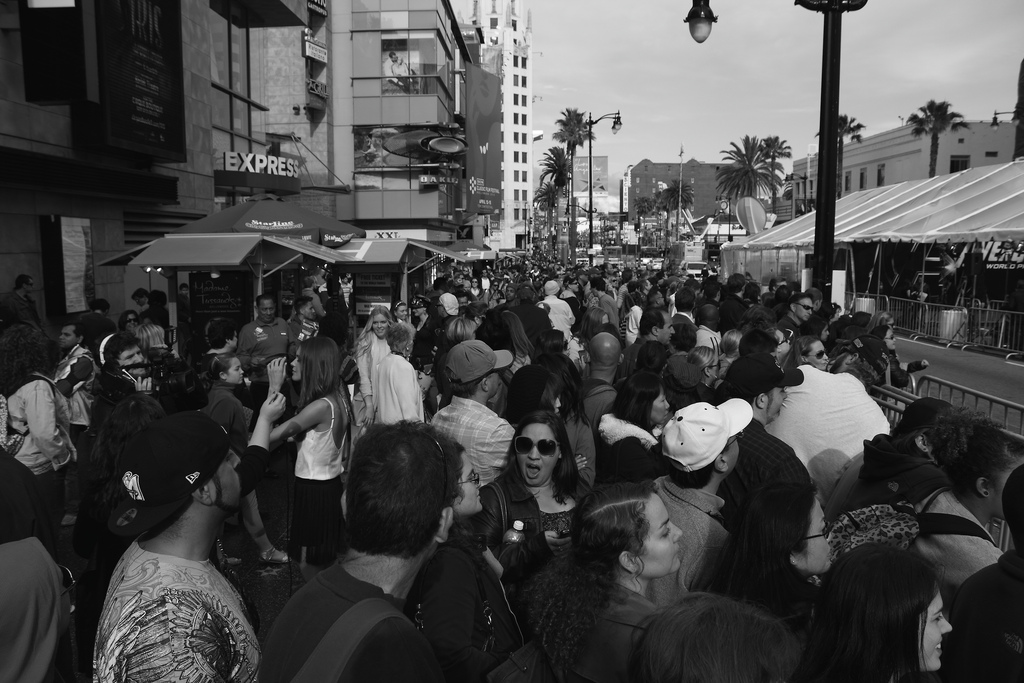
Fãs durante a estreia mundial do filme, do lado de fora do El Capitan Theatre de Hollywood

Em fevereiro de 2012, a Disney anunciou que o título do filme seria alterado no Reino Unido a fim de evitar um conflito com a série de televisão britânica de mesmo nome, bem como sua adaptação cinematográfica de 1998. Isso fez com que alguns jornalistas se sentissem confusos em relação ao título real do filme. A revista Empire informou que o filme seria intitulado Marvel Avengers Assemble, enquanto que a The Hollywood Reporter disse que simplesmente seria chamado Avengers Assemble. O site oficial da Marvel, no Reino Unido, refere-se ao filme como Marvel's Avengers Assemble, embora David Cox, do The Guardian, ao argumentar que era um dos piores títulos de filmes de todos os tempos, tenha considerado isso um erro nas notas de produção, embora esteja gramaticalmente mais claro. De acordo com a British Board of Film Classification e a Irish Film Classification Office, o título é Marvel Avengers Assemble. Frank Lovece, do FilmFestivalTraveler.com, abordou a discrepância, escrevendo: "The Avengers [...] é, formalmente, intitulado Marvel's The Avengers na tela, embora nenhum apóstrofo apareça [nos cartazes]". O produtor Kevin Feige disse que há apenas duas palavras no título do Reino Unido, uma a mais do que no título norte-americano, e afirmou que "decisões como essa não são tomadas de uma hora para outra e há muita pesquisa de mercado, advogados e coisas que entram na mesclagem disso".
A estreia mundial do filme ocorreu em 11 de abril de 2012, no El Capitan Theatre de Hollywood. Em países lusófonos, a estreia aconteceu em 25 de abril de 2012 em Portugal, e em 27 de abril no Brasil. The Avengers encerrou a 11ª edição do Festival de Cinema de Tribeca com uma exibição em 28 de abril. O filme recebeu uma expansão de uma semana em sua exibição nos cinemas a fim de coincidir com o fim de semana do Dia do Trabalhador norte-americano de 2012, aumentando o número de cinemas de 123 para 1 700. The Avengers foi o último filme lançado na Fase Um do UCM.

### Mídia doméstica
O filme foi lançado pela Walt Disney Studios Home Entertainment em disco Blu-ray, Blu-ray 3D, DVD e download digital em 29 de agosto de 2012 em múltiplos mercados internacionais, incluindo Brasil e Portugal, e em 25 de setembro nos Estados Unidos. O produtor Kevin Feige disse que o Blu-ray apresenta um novo Marvel One-Shot, intitulado Item 47 (2012), e "várias cenas deletadas e algumas histórias que caíram no esquecimento durante o processo de edição", incluindo "mais algumas cenas com a agente da S.H.I.E.L.D. Maria Hill, interpretada por Cobie Smulders" e "algumas versões ligeiramente diferentes da interação de Maria Hill e Nick Fury com o Conselho de Segurança Mundial".
O filme também fez parte de uma coletânea de dez discos, intitulada Marvel Cinematic Universe: Phase One - Avengers Assembled, na qual inclui todos os filmes da Fase Um no Universo Cinematográfico Marvel. Foi lançada em 2 de abril de 2013. A Walt Disney Studios Home Entertainment lançou o filme em Ultra HD Blu-ray em 14 de agosto de 2018.
Alguns fãs criticaram o lançamento em DVD e Blu-ray do Reino Unido por omitir os comentários em áudio de Joss Whedon e por alterar a cena envolvendo a morte de Phil Coulson da versão dos cinemas do filme. A divisão da Disney no Reino Unido disse que a "representação menos gráfica do confronto do agente Coulson com Loki" ocorreu porque "cada país possui seus próprios problemas de conformidade em relação a representações de violência. Infelizmente, os elementos de outra região foram usados inadvertidamente para criar a versão [de mídia] doméstica do Reino Unido".
Após sua primeira semana de lançamento em mídia doméstica nos Estados Unidos, o filme liderou o gráfico Nielsen VideoScan First Alert, que acompanha as vendas gerais de discos, bem como o gráfico dedicado a vendas de discos Blu-ray, com 72% das vendas unitárias provenientes de Blu-ray, um recorde para um novo lançamento no qual formatos DVD e Blu-ray foram lançados simultaneamente.

## Recepção

### Bilheteria
The Avengers arrecadou 623,4 milhões de dólares nos Estados Unidos e Canadá, e 895,5 milhões de dólares em outros territórios, para um total mundial de 1,519 bilhão de dólares, tornando-se, na época de seu lançamento, o terceiro filme de maior bilheteria de todos os tempos, a maior bilheteria de 2012, a adaptação de quadrinhos de maior bilheteria, o filme de super-herói de maior bilheteria e o filme de maior receita já lançado pela Walt Disney Studios. A estreia mundial de 392,5 milhões de dólares do filme, foi a terceira maior da história. The Avengers também se tornou o quinto filme distribuído pela Disney e o décimo segundo filme em geral a arrecadar mais de 1 bilhão de dólares. Atingiu este marco em 19 dias, igualando o recorde anteriormente estabelecido por Avatar (2009) e Harry Potter and the Deathly Hallows – Part 2 (2011). Suas receitas excederam seu custo de produção estimado de 220 milhões de dólares 12 dias após seu lançamento. Foi a primeira produção da Marvel a gerar 1 bilhão de dólares em vendas de ingressos.

#### Estados Unidos e Canadá
Em território doméstico, The Avengers se tornou o terceiro filme de maior bilheteria de todos os tempos, a maior bilheteria de 2012, o filme de maior bilheteria distribuído pela Disney, a maior receita de um filme de super-herói, e a maior bilheteria de uma obra baseada em quadrinhos. Ele estreou na sexta-feira, do dia 4 de maio de 2012, em cerca de 11 800 salas de 4 349 cinemas, e arrecadou 80,8 milhões de dólares, marcando a segunda maior abertura e a segunda maior bilheteria de um único dia. A receita bruta do filme na sexta-feira incluiu uma arrecadação de meia-noite de 18,7 milhões de dólares, um recorde para um filme de super-herói. Tirando a arrecadação de meia-noite, o filme teve a maior receita em seu dia de estreia (62,1 milhões de dólares); também estabeleceu um recorde bruto de sábado e domingo (69,6 milhões e 57,1 milhões de dólares, respectivamente). No total, faturou 207,4 milhões de dólares em seu fim de semana de estreia, estabelecendo um recorde de fim de semana de abertura, incluindo um recorde de fim de semana de abertura em IMAX (15,3 milhões de dólares) e um recorde de fim de semana de estreia de receitas provenientes de exibições em 3D (108 milhões de dólares). O público do fim de semana de abertura foi dividido igualmente entre menores e maiores de 25 anos, com 60% do público sendo masculino, 55% casais, 24% famílias e 21% adolescentes. Arrecadando 103,1 milhões de dólares em seu segundo fim de semana, The Avengers estabeleceu um recorde de maior bilheteria em um segundo final de semana. Outros recordes estabelecidos pelo filme incluem a maior média de fim de semana por cinema para um grande lançamento, o filme mais rápido a atingir 100 milhões de dólares e cada um adicional de 50 milhões a 550 milhões de dólares, e o maior valor bruto acumulado em todos os dias de lançamento até, inclusive, seu quadragésimo terceiro dia (com exceção do primeiro dia). Ele permaneceu em primeiro lugar nas bilheterias por três fins de semana consecutivos. The Avengers estabeleceu um recorde de maior participação mensal, com seu total de 532,5 milhões de dólares (até 31 de maio de 2012), representando 52% do total de ganhos nas bilheterias de maio.

#### Recordes
A seguir estão os recordes estabelecidos pelo filme em seu lançamento nos cinemas.
| Título do recorde                                                                  | Detalhe(s) do recorde                     | Ref.            |
| ---------------------------------------------------------------------------------- | ----------------------------------------- | --------------- |
| Maior fim de semana de abertura                                                    | US$ 207 438 708                           | [ 217 ]         |
| Maior semana de estreia                                                            | US$ 270 019 373                           | [ 218 ]         |
| Maior fim de semana de abertura, ajustado para o preço dos ingressos               | US$ 207,4 milhões                         | [ 219 ]         |
| Média de cinema – lançamento amplo                                                 | US$ 47 698                                | [ 211 ]         |
| Maior arrecadação em 3D durante o fim de semana de abertura                        | US$ 108 milhões                           | [ 203 ] [ 208 ] |
| Maior arrecadação em IMAX durante o fim de semana de abertura                      | US$ 15,3 milhões                          | [ 205 ]         |
| Maior segundo fim de semana                                                        | US$ 103 052 274                           | [ 220 ]         |
| Maior participação mensal                                                          | Maio de 2012, 52%                         | [ 216 ]         |
| Maior arrecadação acumulativa                                                      | 2 – 43 dias                               | [ 221 ]         |
| Mais rápido a faturar US$ 100*, US$ 150 milhões                                    | 2 dias*                                   | [ 222 ]         |
| Mais rápido a faturar US$ 200, US$ 250, US$ 300, US$ 350, US$ 400, US$ 450 milhões | 3, 6, 9, 10, 14, 17 dias, respectivamente | [ 222 ]         |
| Mais rápido a faturar US$ 500, US$ 550 milhões                                     | 23, 31 dias                               | [ 213 ] [ 222 ] |
| Maior abertura do mês de maio                                                      | US$ 207 438 708                           | [ 223 ]         |
| Maior fim de semana de abertura de um filme de super-herói                         | US$ 207 438 708                           | [ 224 ]         |
| Filme de super-herói de maior bilheteria                                           | US$ 623 357 910                           | [ 225 ]         |

*  Enquanto oito filmes atingiram a marca de 100 milhões de dólares após dois dias, a arrecadação de The Avengers no final do segundo dia ultrapassou todos eles.

#### Outros territórios
The Avengers se tornou o quarto filme de maior bilheteria de todos os tempos em território internacional. Além disso, estabeleceu-se como o filme distribuído pela Disney de maior bilheteria, a maior arrecadação de 2012, e o filme de super-herói de maior receita. No dia de sua estreia, que ocorreu na quarta-feira de 25 de abril de 2012 em 10 países, arrecadou 17,1 milhões de dólares. Estreou em mais 29 países nos dias 26 e 27 de abril, faturando 73,1 milhões de dólares em três dias. Até domingo, 29 de abril, arrecadou um total de 185,1 milhões de dólares em seu fim de semana de abertura em 39 países. Ficou em primeiro lugar nas bilheterias por quatro fins de semana consecutivos. O filme estabeleceu recordes de dia de estreia na Nova Zelândia, Malásia e Islândia, um recorde de um dia nas Filipinas, bem como recordes de dia único e de abertura em Cingapura e na Tailândia. Ele também se estabeleceu como a maior bilheteria de segundo dia de abertura na Austrália, atrás de Deathly Hallows – Part 2, no México, nas Filipinas e no Vietnã. Ele estabeleceu recordes de fim de semana de abertura em muitos territórios, incluindo México, Brasil, Equador, Bolívia, Taiwan, Filipinas, Hong Kong, Emirados Árabes Unidos, Argentina, Peru e América Central. Ele também se tornou a segunda maior abertura de cinco dias na Austrália.
No Reino Unido, o filme arrecadou 2,5 milhões de libras (4,1 milhões de dólares) em seu dia de estreia e 15,8 milhões de libras (25,7 milhões de dólares) durante o fim de semana, estabelecendo um recorde de fim de semana de abertura para um filme de super-herói. Tornou-se a produção de super-herói de maior bilheteria naquele mercado. Na América Latina, tornou-se a maior bilheteria e o primeiro filme a arrecadar mais de 200 milhões de dólares. Também se tornou o filme de maior bilheteria nas Filipinas, em Cingapura e na Indonésia. Até fevereiro de 2021, os principais mercados internacionais do filme foram a China, Reino Unido, Brasil, México e Austrália.

### Resposta da crítica

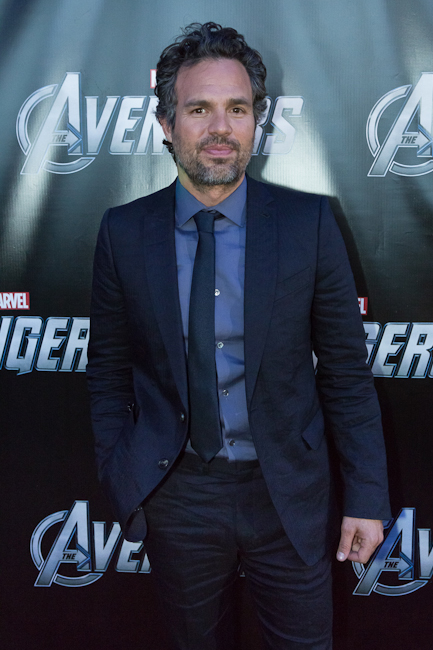
Mark Ruffalo na estreia do filme em Toronto. Sua performance recebeu aclamação da crítica

O agregador de resenhas Rotten Tomatoes relatou um índice de aprovação de 91%, com uma pontuação média de 8,1/10, baseada em 363 avaliações. O consenso crítico do site diz: "Graças a um roteiro que enfatiza a humanidade dos heróis e a riqueza das cenas de ação recheadas de superpoderes, The Avengers supera as expectativas e aumenta o nível da Marvel no cinema." O Metacritic, que usa uma média aritmética ponderada, atribuiu ao filme uma pontuação de 69/100 com base em 43 resenhas, indicando "avaliações geralmente favoráveis". O público entrevistado pelo CinemaScore concedeu ao filme uma rara nota "A+" em uma escala de A+ a F.
Todd McCarthy, do The Hollywood Reporter, fez uma crítica positiva ao filme, comentando: "É clamoroso, a história de salvar o mundo é uma que todos nós já vimos diversas vezes, e os personagens existem há mais de meio século em 500 edições de quadrinhos. Mas Whedon e seus companheiros conseguiram misturar todas as personalidades e ingredientes juntos para que o prato resultante, embora familiar, se tornasse irresistivelmente saboroso." Escrevendo para a Rolling Stone, Peter Travers achou que o filme representa um sucesso de bilheteria excepcional, descrevendo-o como "um pacote brilhante e estupendamente excitante. [Isso] é Transformers com um cérebro, coração e senso de humor." O redator Érico Borgo, do site brasileiro Omelete, caracterizou-o como um "filme de ação bem estruturado, que explora os pontos fortes de todo seu elenco e dá ao fã [...] exatamente o esperado. Kenneth Turan, do Los Angeles Times, elogiou o ritmo frenético do filme, enquanto que Roger Ebert, do Chicago Sun-Times, comentou que a obra "fornece a seus fãs exatamente o que eles desejam. Se é exatamente o que eles merecem é discutível". Por outro lado, A. O. Scott, do The New York Times, acreditou que "embora dificilmente valha a pena reclamar de The Avengers, suas falhas são significativas e desanimadoras. As partes leves e engraçadas não podem superar o vazio agitado e frenético, o cinismo dilatado que é menos uma falha deste filme em particular do que uma característica do gênero."
As performances de vários membros do elenco foi um tema frequente nas avaliações da crítica. Em particular, a interpretação de Mark Ruffalo como o Dr. Bruce Banner / Hulk foi bem recebida pelos revisores. Joe Neumaier, do New York Daily News, opinou que sua atuação foi superior ao resto do elenco; "Ruffalo é a revelação, transformando Banner em um reservatório irônico de calma pronto para se transformar em um vulcão." Da mesma forma, Anthony Lane, do The New Yorker, opinou que a atuação de Ruffalo foi um dos elementos destaques do filme — ao lado de Downey. Karina Longworth, do The Village Voice, concluiu: "Ruffalo atualiza com sucesso o mito do Hulk, interpretando Banner como um nerd-gênio adoravelmente tímido que, em contraste com os galãs da equipe, sabe que não deve chamar a atenção para si mesmo." Travers afirmou que o ator ressoou uma vibração de "calor e humor desalinhado", enquanto que Turan sentiu que Ruffalo superou os ex-intérpretes do personagem — Edward Norton e Eric Bana. Owen Gleiberman, da Entertainment Weekly, escreveu que "a coisa mais inteligente que os cineastas fizeram foi conseguir que Mark Ruffalo interpretasse Bruce Banner como um homem tão sensível que está em guerra, a cada momento, consigo mesmo. (O filme finalmente resolve o problema do Hulk: ele é muito mais divertido em pequenas doses.)"
Joe Morgenstein, do The Wall Street Journal, achou que a atuação de Downey foi superior em Iron Man em comparação a The Avengers, apesar de ter elogiado a performance do ator: "Seu Homem de Ferro é certamente um jogador de equipe, mas o Sr. Downey vem para a festa com dois superpoderes insuperáveis: um personagem de sofisticação estabelecida — o industrialista/inventor Tony Stark, um homem de língua afiada do mundo — e sua própria presença de mercúrio, que encontra sua melhor expressão na auto-ironia." Neumaier elogiou a atuação de Evans, afirmando que ele transmitiu com precisão os conflitos internos de seu personagem.
Os revisores apreciaram o desenvolvimento dos personagens e os diálogos. A revisora da Associated Press, Christy Lemire, escreveu que o roteiro "brilha tão fortemente quanto os efeitos especiais; essas pessoas podem estar vestindo fantasias ridículas, mas são bem elaboradas por baixo". Scott sugeriu que certas partes do filme permeavam um charme que ele sentia ser semelhante ao filme de faroeste Rio Bravo (1959). Longworth achou que, embora o roteiro de Whedon demonstrasse a história de fundo dos personagens, o filme não a explora "de maneira substantiva".

### Prêmios e indicações
The Avengers recebeu múltiplos prêmios e indicações, incluindo uma indicação ao Óscar de Melhores Efeitos Visuais e uma nomeação ao British Academy Film Award também de Melhores Efeitos Visuais. Além disso, o filme foi indicado para três Critics' Choice Movie Awards, treze People's Choice Awards (vencendo três), onze Teen Choice Awards (ganhando dois), seis Saturn Awards (vencendo quatro), e seis VES Awards (ganhando dois), bem como o Hugo Award 2013 de Melhor Apresentação Dramática, Forma Longa. Em 2017, foi listado entre os cem melhores filmes de todos os tempos em uma pesquisa realizada pela revista Empire.

## Sequências

### Avengers: Age of Ultron
A sequência, intitulada Avengers: Age of Ultron, foi escrita e dirigida por Whedon, e lançada em 1º de maio de 2015. Grande parte do elenco retorna, com a adição de Elizabeth Olsen como Wanda Maximoff, Aaron Taylor-Johnson como Pietro Maximoff, Paul Bettany como Visão, e James Spader como Ultron.

### Avengers: Infinity War
A sequência de Age of Ultron, Avengers: Infinity War, foi dirigida pelos irmãos Anthony e Joe Russo, a partir de um roteiro de Christopher Markus e Stephen McFeely, e foi lançada em 27 de abril de 2018. Grande parte do elenco dos dois primeiros filmes retorna, com atores adicionais e personagens provenientes de outros filmes do UCM, e Josh Brolin aparecendo como Thanos.

### Avengers: Endgame
A sequência de Infinity War, Avengers: Endgame, novamente dirigida pelos irmãos Russo a partir de um roteiro de Markus e McFeely, foi lançada em 26 de abril de 2019.